# Landersheim
Ne doit pas être confondu avec Lentersheim.
Landersheim est une commune française située dans la circonscription administrative du Bas-Rhin et, depuis le 1er janvier 2021, dans le territoire de la Collectivité européenne d'Alsace, en région Grand Est.
Cette commune se trouve dans la région historique et culturelle d'Alsace.

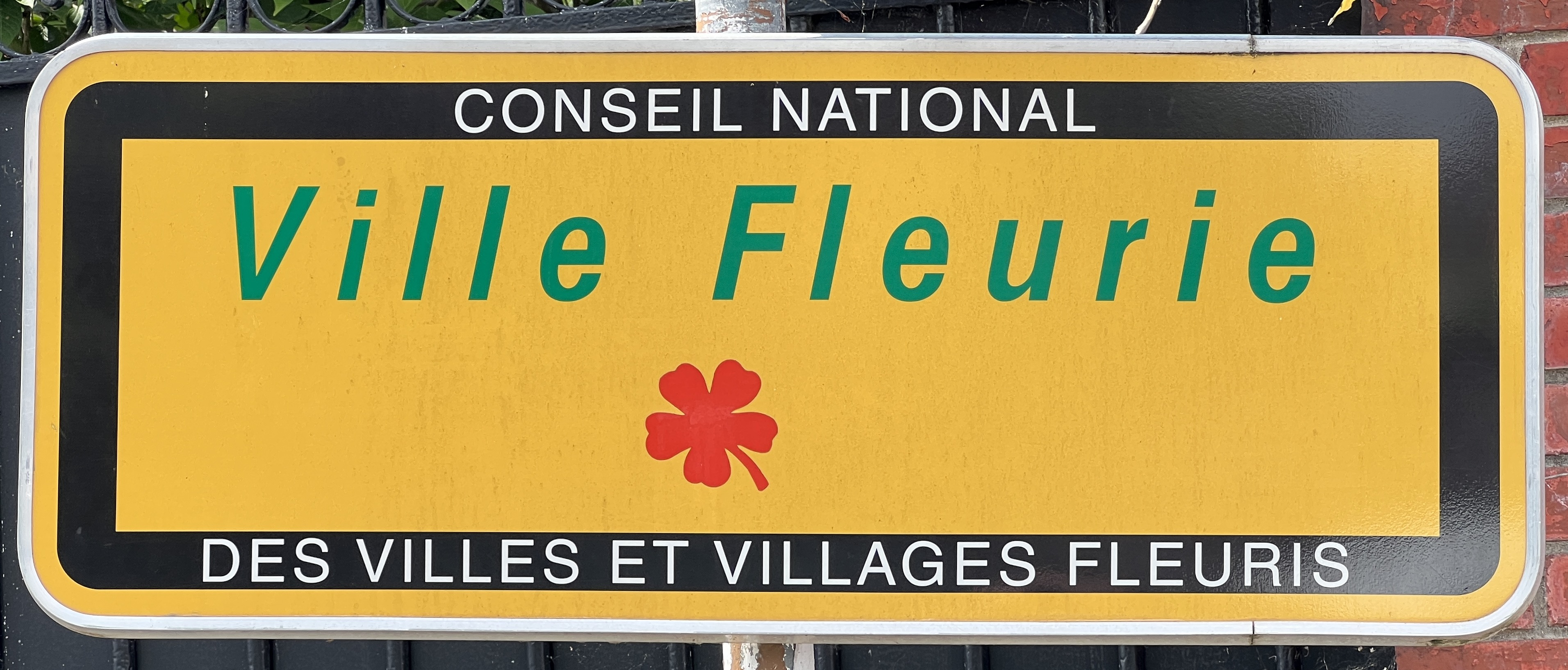
La récompense "Ville Fleurie", également connue sous le nom de "Villes et Villages fleuris, anciennement appelée concours, a été créée en 1959 en France pour promouvoir le fleurissement, l'environnement de vie et les espaces verts.

## Géographie

### Communes limitrophes
| Friedolsheim         | Saessolsheim |              |
| Maennolsheim         | Landersheim  | Rohr         |
| Westhouse-Marmoutier | Zeinheim     | Willgottheim |

### Hydrographie
La commune est dans le bassin versant du Rhin au sein du bassin Rhin-Meuse. Elle est drainée par le ruisseau le Rohrbach, le ruisseau le Muhlgraben et le ruisseau le Rosslaufgraben,.
Le Rohrbach, d'une longueur de 18 km, prend sa source dans la commune de Wolschheim et se jette  dans la canal de la Marne au Rhin à Hochfelden, après avoir traversé douze communes. 

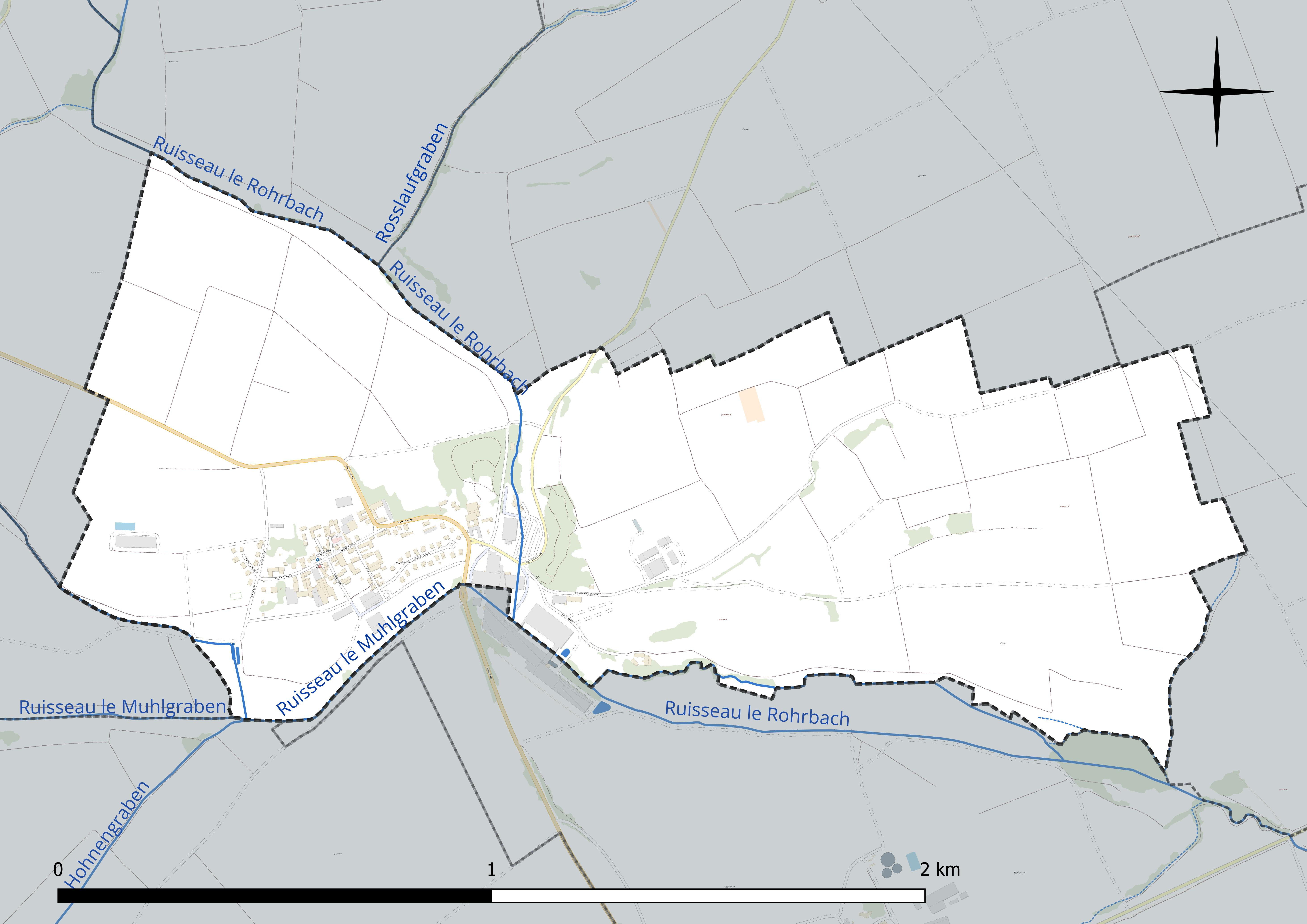
Réseau hydrographique de Landersheim.

### Climat
Pour des articles plus généraux, voir Climat du Grand Est et Climat du Bas-Rhin.
En 2010, le climat de la commune est de type climat des marges montargnardes, selon une étude du Centre national de la recherche scientifique s'appuyant sur une série de données couvrant la période 1971-2000. En 2020, Météo-France publie une typologie des climats de la France métropolitaine dans laquelle la commune est exposée à un climat semi-continental et est dans la région climatique  Vosges, caractérisée par une pluviométrie très élevée (1 500 à 2 000 mm/an) en toutes saisons et un hiver rude (moins de 1 °C). 
Pour la période 1971-2000, la température annuelle moyenne est de 10,3 °C, avec une amplitude thermique annuelle de 17,5 °C. Le cumul annuel moyen de précipitations est de 720 mm, avec 9,1 jours de précipitations en janvier et 10,3 jours en juillet. Pour la période 1991-2020, la température moyenne annuelle observée sur la station météorologique de Météo-France la plus proche, « Waltenheim-sur-zorn », sur la commune de Waltenheim-sur-Zorn à 12 km à vol d'oiseau, est de 11,3 °C et le cumul annuel moyen de précipitations est de 652,2 mm. 
La température maximale relevée sur cette station est de 38 °C, atteinte le 7 août 2015 ; la température minimale est de −14,9 °C, atteinte le 20 décembre 2009,,. 
Les paramètres climatiques de la commune ont été estimés pour le milieu du siècle (2041-2070) selon différents scénarios d'émission de gaz à effet de serre à partir des nouvelles projections climatiques de référence DRIAS-2020. Ils sont consultables sur un site dédié publié par Météo-France en novembre 2022.

## Urbanisme

### Typologie
Au 1er janvier 2024, Landersheim est catégorisée commune rurale à habitat dispersé, selon la nouvelle grille communale de densité à sept niveaux définie par l'Insee en 2022.
Elle est située hors unité urbaine. Par ailleurs la commune fait partie de l'aire d'attraction de Strasbourg (partie française), dont elle est une commune de la couronne,. Cette aire, qui regroupe 268 communes, est catégorisée dans les aires de 700 000 habitants ou plus (hors Paris),.

### Occupation des sols
L'occupation des sols de la commune, telle qu'elle ressort de la base de données européenne d’occupation biophysique des sols Corine Land Cover (CLC), est marquée par l'importance des territoires agricoles (87,7 % en 2018), en diminution par rapport à 1990 (100 %). La répartition détaillée en 2018 est la suivante : 
terres arables (59 %), zones agricoles hétérogènes (28,7 %), zones urbanisées (12,3 %). L'évolution de l’occupation des sols de la commune et de ses infrastructures peut être observée sur les différentes représentations cartographiques du territoire : la carte de Cassini (XVIIIe siècle), la carte d'état-major (1820-1866) et les cartes ou photos aériennes de l'IGN pour la période actuelle (1950 à aujourd'hui).

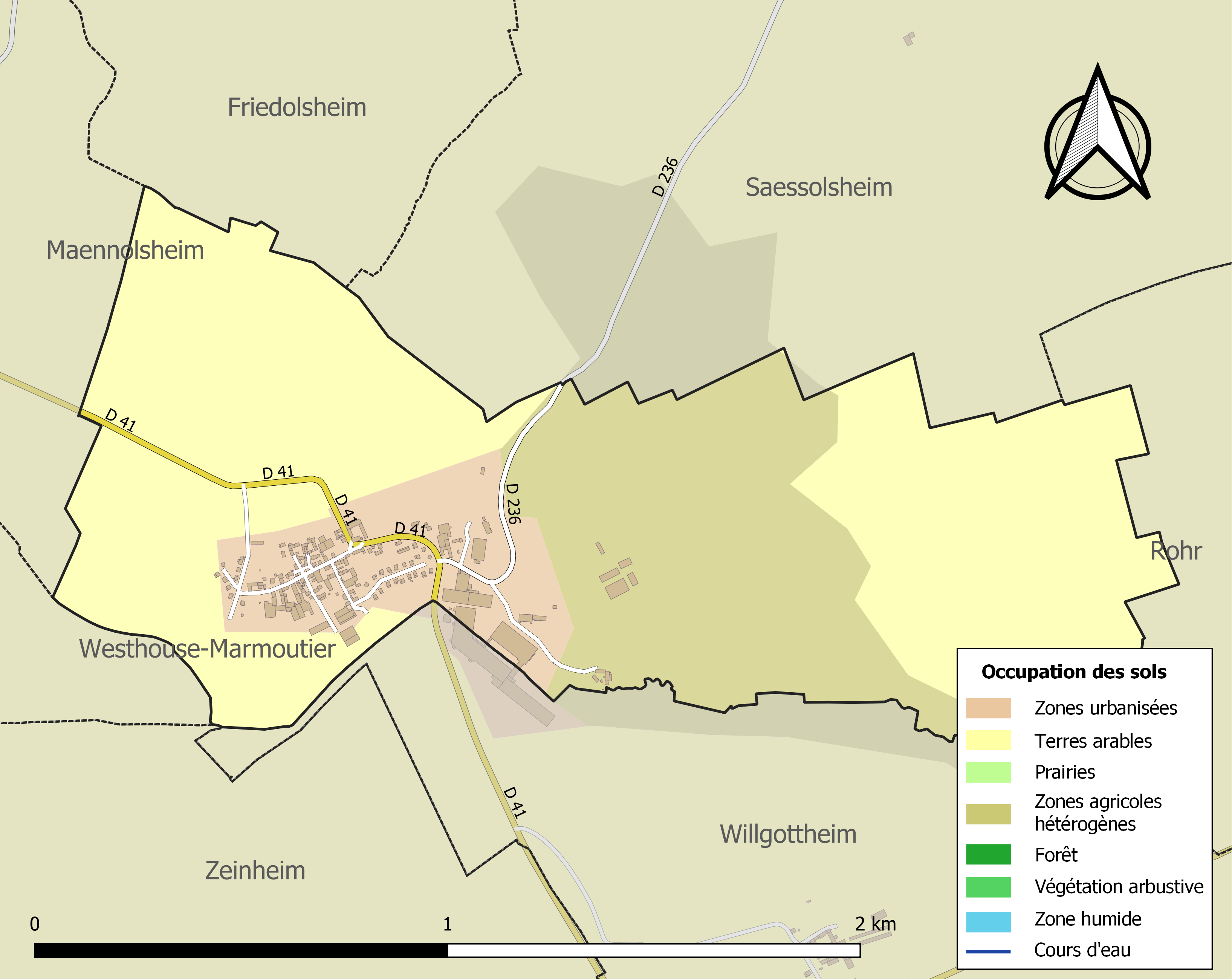
Carte des infrastructures et de l'occupation des sols de la commune en 2018 (CLC).

## Histoire
Le village de Landersheim est cité au début du XIIe siècle dans le « Besitzverzeichnis der Abtei Mauersmünster » sous la dénomination « Lantheresheim » (= Wohnsitz des Lanther), puis au XIVe siècle sous le nom de « Lantersen », devenu « Landersche » dans le langage populaire. Landersheim appartient au Moyen Âge à la noblesse impériale de Basse Alsace, la Reichsritterschaft.
En 1595, les seigneurs de Mittelhausen possèdent la moitié de la localité jusqu’à leur extinction en 1634. Ils ont introduit la Réforme dans ce village, qui fut rattaché à la paroisse protestante de Zehnacker jusqu’en 1688. Les Holzapfel, qui possèdent la moitié du village en commun avec les nobles de Landsberg, héritent de la part des Mitteihausen en 1634. Ils réintroduisent la religion catholique en 1688. À la fin du XVIIe siècle, c’est la famille Weinemer, bourgeois de Strasbourg et Colmar, qui rachète les trois quarts du village ; le dernier quart appartenant toujours aux Holzapfel et en 1702, aux héritiers de Wangen. Cette situation dura jusqu’à la Révolution. Les biens de la famille de Wangen, considérés comme propriétés d’émigrés, sont cédés aux enchères comme biens nationaux ; des riches bourgeois de Strasbourg en devinrent les acquéreurs.
Une étude de J.-M. Boehler sur l’agriculture en Basse Alsace classe Landersheim parmi les villages dont la population autochtone possède le moins de terres en propriété personnelle (7 % contre 88 % aux privilégiés, fin XVIIIe siècle). Le village fait aujourd’hui partie du canton de Marmoutier et est une des plus petites communes du Kochersberg avec 188 habitants au recensement de 2010 pour une superficie de 210 hectares.

## Politique et administration

### Liste des maires
| Période                                  | Période  | Identité             | Étiquette | Qualité                                                     |
| ---------------------------------------- | -------- | -------------------- | --------- | ----------------------------------------------------------- |
| Les données manquantes sont à compléter. |          |                      |           |                                                             |
| 1995                                     | 2014     | Jean-Marc Diss       |           |                                                             |
| 2014                                     | 2020     | Chantal Reibel-Weiss |           | Ancienne suppléante (2002-2007) du député UMP Émile Blessig |
| 2020                                     | En cours | Damien Frintz        |           | Artisan                                                     |

## Population et société

### Démographie
L'évolution du nombre d'habitants est connue à travers les recensements de la population effectués dans la commune depuis 1793. Pour les communes de moins de 10 000 habitants, une enquête de recensement portant sur toute la population est réalisée tous les cinq ans, les populations de référence des années intermédiaires étant quant à elles estimées par interpolation ou extrapolation. Pour la commune, le premier recensement exhaustif entrant dans le cadre du nouveau dispositif a été réalisé en 2008.

En 2022, la commune comptait 191 habitants, en évolution de −5,91 % par rapport à 2016 (Bas-Rhin : +3,17 %, France hors Mayotte : +2,11 %).
| 1793 | 1800 | 1806 | 1821 | 1831 | 1836 | 1841 | 1846 | 1851 |
| ---- | ---- | ---- | ---- | ---- | ---- | ---- | ---- | ---- |
| 118  | 168  | 204  | 235  | 234  | 223  | 214  | 215  | 223  |

| 1856 | 1861 | 1866 | 1871 | 1875 | 1880 | 1885 | 1890 | 1895 |
| ---- | ---- | ---- | ---- | ---- | ---- | ---- | ---- | ---- |
| 205  | 211  | 205  | 213  | 211  | 201  | 177  | 180  | 170  |

| 1900 | 1905 | 1910 | 1921 | 1926 | 1931 | 1936 | 1946 | 1954 |
| ---- | ---- | ---- | ---- | ---- | ---- | ---- | ---- | ---- |
| 166  | 162  | 150  | 147  | 148  | 153  | 143  | 118  | 104  |

| 1962 | 1968 | 1975 | 1982 | 1990 | 1999 | 2006 | 2008 | 2013 |
| ---- | ---- | ---- | ---- | ---- | ---- | ---- | ---- | ---- |
| 107  | 112  | 104  | 111  | 151  | 131  | 180  | 194  | 205  |

| 2018 | 2022 | - | - | - | - | - | - | - |
| ---- | ---- | - | - | - | - | - | - | - |
| 194  | 191  | - | - | - | - | - | - | - |

## Économie
Le siège social d'Adidas France s'implante à Landersheim en 1973. Il a compté jusqu'à 900 salariés dans les années 1980. En avril 2018, Adidas France quitte la commune pour s'installer dans le nouveau quartier d'affaires du Wacken à Strasbourg.
Une agence de voyages et une entreprise de travaux agricoles sont également installées à Landersheim. Un cinquième de la population vit encore de l’agriculture, cinq exploitations agricoles dont une spécialisée dans la production de fromage de chèvre.

## Culture locale et patrimoine

### Lieux et monuments
- Le verger conservatoire.
- Église Saint-Cyriaque et son cimetière fortifié.
- Adidas Sarragan France.
- Lavoir rond unique.
- Les croix rurales de Landersheim.

## Personnalités liées à la commune

### Héraldique
| Blason de Landersheim | Blason  | Coupé : au premier d'argent aux deux pommes de gueules, tigées et feuillées de sinople, au second d'azur plain. |
| Blason de Landersheim | Détails | |